# Gambier (comuna)
Gambier é uma comuna da Polinésia Francesa, no arquipélago de Gambier. Estende-se por uma área de 46 km², com 1.337 habitantes, segundo os censos de 2007, com uma densidade de 29 hab/km².